# Lenguas biksi
Las lenguas biksi-kimki son una pequeña familia de lenguas papúes de dos lenguas claramente emparentadas:
el kimki y el yetfa (biksi).
Usualmente se considera que esta pequeña familia está relacionada con otras lenguas del Sepik que se hablan también en el norte de Papúa Nueva Guinea. Ethnologue (16.ª edición) acepta esta clasificación, pero la edición 17.ª deja a estas lenguas como lenguas no relacionadas con otros grupos pendientes de clasificación.